# Lijst van voetbalinterlands Frankrijk - Luxemburg
Deze lijst van voetbalinterlands is een overzicht van alle officiële voetbalwedstrijden tussen de nationale teams van Frankrijk en Luxemburg. De buurlanden speelden tot op heden negentien keer tegen elkaar. De eerste ontmoeting, een vriendschappelijke wedstrijd, werd gespeeld in Luxemburg op 29 oktober 1911. Het laatste duel, eveneens een vriendschappelijke wedstrijd, vond plaats op 5 juni 2024 in Metz.

## Wedstrijden
| №  | Plaats     | Datum             | Competitie           | Wedstrijd             | Uitslag |
| -- | ---------- | ----------------- | -------------------- | --------------------- | ------- |
| 1  | Luxemburg  | 29 oktober 1911   | Vriendschappelijk    | Luxemburg – Frankrijk | 1 – 4   |
| 2  | Saint-Ouen | 20 april 1913     | Vriendschappelijk    | Frankrijk – Luxemburg | 8 – 0   |
| 3  | Luxemburg  | 8 februari 1914   | Vriendschappelijk    | Luxemburg – Frankrijk | 5 – 4   |
| 4  | Luxemburg  | 15 april 1934     | WK 1934 kwalificatie | Luxemburg – Frankrijk | 1 – 6   |
| 5  | Luxemburg  | 20 september 1953 | WK 1954 kwalificatie | Luxemburg – Frankrijk | 1 – 6   |
| 6  | Parijs     | 17 december 1953  | WK 1954 kwalificatie | Frankrijk – Luxemburg | 8 – 0   |
| 7  | Luxemburg  | 4 oktober 1964    | WK 1966 kwalificatie | Luxemburg – Frankrijk | 0 – 2   |
| 8  | Marseille  | 6 november 1965   | WK 1966 kwalificatie | Frankrijk – Luxemburg | 4 – 1   |
| 9  | Luxemburg  | 26 november 1966  | EK 1968 kwalificatie | Luxemburg – Frankrijk | 0 – 3   |
| 10 | Parijs     | 23 december 1967  | EK 1968 kwalificatie | Frankrijk – Luxemburg | 3 – 1   |
| 11 | Luxemburg  | 7 oktober 1978    | EK 1980 kwalificatie | Luxemburg – Frankrijk | 1 – 3   |
| 12 | Parijs     | 25 februari 1979  | EK 1980 kwalificatie | Frankrijk – Luxemburg | 3 – 0   |
| 13 | Luxemburg  | 13 oktober 1984   | WK 1986 kwalificatie | Luxemburg – Frankrijk | 0 – 4   |
| 14 | Parijs     | 30 oktober 1985   | WK 1986 kwalificatie | Frankrijk – Luxemburg | 6 – 0   |
| 15 | Metz       | 12 oktober 2010   | EK 2012 kwalificatie | Frankrijk – Luxemburg | 2 – 0   |
| 16 | Luxemburg  | 25 maart 2011     | EK 2012 kwalificatie | Luxemburg – Frankrijk | 0 – 2   |
| 17 | Luxemburg  | 25 maart 2017     | WK 2018 kwalificatie | Luxemburg – Frankrijk | 1 – 3   |
| 18 | Toulouse   | 3 september 2017  | WK 2018 kwalificatie | Frankrijk – Luxemburg | 0 – 0   |
| 19 | Metz       | 5 juni 2024       | Vriendschappelijk    | Frankrijk − Luxemburg | 3 − 0   |

## Samenvatting
| Competitie        | Totaal gespeeld | Winst Frankrijk | Gelijk | Winst Luxemburg | Doelsaldo Frankrijk – Luxemburg |
| ----------------- | --------------- | --------------- | ------ | --------------- | ------------------------------- |
| WK-kwalificatie   | 9               | 8               | 1      | 0               | 39 − 4                          |
| EK-kwalificatie   | 6               | 6               | 0      | 0               | 16 − 2                          |
| Vriendschappelijk | 4               | 3               | 0      | 1               | 19 − 6                          |
| Totaal            | 19              | 17              | 1      | 1               | 74 − 12                         |

## Details

### Eerste ontmoeting
| Vriendschappelijk (Luxemburg, Luxemburg, 29 oktober 1911):                                                                                                 |              | |
| Luxemburg | 1 – 4        | Frankrijk |
| Albert Elter 15' | goals        | 26' Henri Vialmonteil 32' Louis Mesnier 80' (pen.) Louis Mesnier 85' Ernest Gravier                                                                              |
| Selectiecommissie | bondscoach   | Selectiecommissie |
| Alphonse Weicker François Lang Joseph Michaux Henri Schwartz Michel Ungeheuer Josy Faber Albert Elter Emile Kuborn Jemmy Becker Victor Kauth Zenon Bernard | opstellingen | Pierre Chayriguès Maurice Bigué Paul Romano Gaston Barreau Jean Ducret Henri Vascout Maurice Olivier Louis Mesnier Henri Vialmonteil Ernest Gravier Francis Vial |
| - Eerste officiële interland uit de geschiedenis van Luxemburg.                                                                                            |              | |

### Dertiende ontmoeting
| WK 1986 kwalificatie (Luxemburg, Luxemburg, 13 oktober 1984): |              | |
| Luxemburg | 0 – 4        | Frankrijk |
| | goals        | 2' Patrick Battiston 12' Michel Platini 24' Yannick Stopyra 32' Yannick Stopyra                                                                                            |
| Jef Vliers | bondscoach   | Henri Michel |
| John van Rijswijck Romain Michaux René Scheuer Pierre Petry Hubert Meunier Laurent Schonckert Carlo Weis Gilbert Dresch Guy Hellers Robert Langers Jeannot Reiter | opstellingen | Joël Bats Michel Bibard Patrick Battiston Maxime Bossis Manuel Amoros Alain Giresse Luis Fernandez 57' Michel Platini Thierry Tusseau Yannick Stopyra 73' François Brisson |
| | wissels      | 57' Jean-Marc Ferreri 73' Philippe Anziani |
| - Debuut van verdedigers Pierre Petry (Progres Niedercorn), René Scheuer (Red Boys Differdange) en Laurent Schonkert (Union Luxembourg) voor Luxemburg. - Eerste duel van Luxemburg onder leiding van bondscoach Jef Vliers. - Debuut van Michel Bibard (Nantes) voor Frankrijk. |              | |

### Veertiende ontmoeting
| WK 1986 kwalificatie (Parijs, Frankrijk, 30 oktober 1985):                                                                 |       |           |
| Frankrijk | 6 – 0 | Luxemburg |
| Dominique Rocheteau 4' José Touré 24' Dominique Rocheteau 29' Alain Giresse 36' Luis Fernández 47' Dominique Rocheteau 48' | goals |           |

### Vijftiende ontmoeting
| EK 2012 kwalificatie (Metz, Frankrijk, 12 oktober 2010): |       |           |
| Frankrijk                                                | 2 – 0 | Luxemburg |
| Karim Benzema 22' Yoann Gourcuff 76'                     | goals |           |

### Zestiende ontmoeting
| EK 2012 kwalificatie (Luxemburg, Luxemburg, 25 maart 2011): |              | |
| Luxemburg | 0 – 2        | Frankrijk |
| | goals        | 28' Philippe Mexès 72' Yoann Gourcuff |
| Luc Holtz | bondscoach   | Laurent Blanc |
| Jonathan Joubert Guy Blaise Eric Hoffmann Tom Schnell Charles Leweck 90' Gilles Bettmer Ben Payal Aurélien Joachim Tom Laterza 54' Mario Mutsch Lars Gerson 71' | opstellingen | Hugo Lloris Bacary Sagna Adil Rami Philippe Mexès Patrice Évra Yoann Gourcuff Yann M'Vila Samir Nasri Franck Ribéry Florent Malouda Karim Benzema |
| Massimo Martino 54' Daniel Alves da Mota 71' Jacques Plein 90'                                                                                                  | wissels      | |
| Mario Mutsch 83' | gele kaarten | |

FFF · A-internationals · Selecties · Bondscoaches · Frans vrouwenelftal · Olympisch elftal · Frankrijk U21 · Frankrijk U20 · Frankrijk U19 · Frankrijk U18 · Frankrijk U17 · Frankrijk U16 · Vrouwen U17
1904 – 1919 ·
1920 – 1929 ·
1930 – 1939 ·
1940 – 1949 ·
1950 – 1959 ·
1960 – 1969 ·
1970 – 1979 ·
1980 – 1989 ·
1990 – 1999 ·
2000 – 2009 ·
2010 – 2019 ·
2020 – 2029
EK's: 1984 · 
1992 · 
1996 · 
2000 · 
2004 · 
2008 · 
2012 · 
2016 · 
2020 · 
2024
WK's: 1930 · 
1934 · 
1938 · 
1954 · 
1958 · 
1966 · 
1978 · 
1982 · 
1986 · 
1998 · 
2002 · 
2006 · 
2010 · 
2014 · 
2018 · 
2022
OS: 1900 · 
1908 · 
1920 · 
1924 · 
1948 · 
1952 · 
1960 · 
1968 · 
1976 · 
1984 · 
1996 · 
2020
1904 · 
1905 · 
1906 · 
1907 · 
1908 · 
1909 · 
1910 · 
1911 · 
1912 · 
1913 · 
1914 · 
1915 · 1916 · 1917 · 1918 · 
1919 · 
1920 · 
1921 · 
1922 · 
1923 · 
1924 · 
1925 · 
1926 · 
1927 · 
1928 · 
1929 · 
1930 · 
1931 · 
1932 · 
1933 · 
1934 · 
1935 · 
1936 · 
1937 · 
1938 · 
1939 · 
1940 · 1941  · 
1942 · 
1943 · 1944  · 
1945 · 
1946 · 
1947 · 
1948 · 
1949 · 
1950 · 
1951 · 
1952 · 
1953 · 
1954 · 
1955 · 
1956 · 
1957 · 
1958 · 
1959 ·
1960 · 
1961 · 
1962 · 
1963 · 
1964 · 
1965 · 
1966 · 
1967 · 
1968 · 
1969 ·
1970 · 
1971 · 
1972 · 
1973 · 
1974 · 
1975 · 
1976 · 
1977 · 
1978 · 
1979 ·
1980 · 
1981 · 
1982 · 
1983 · 
1984 · 
1985 · 
1986 · 
1987 · 
1988 · 
1989 · 
1990 · 
1991 · 
1992 · 
1993 · 
1994 · 
1995 · 
1996 · 
1997 · 
1998 · 
1999 · 
2000 · 
2001 · 
2002 · 
2003 · 
2004 · 
2005 · 
2006 · 
2007 · 
2008 · 
2009 · 
2010 · 
2011 · 
2012 · 
2013 · 
2014 · 
2015 · 
2016 · 
2017 · 
2018 ·
2019 ·
2020 ·
2021 ·
2022 ·
2023
Albanië ·
Algerije ·
Andorra ·
Argentinië ·
Armenië ·
Australië ·
Azerbeidzjan ·
België ·
Bolivia ·
Bosnië en Herzegovina ·
Brazilië ·
Bulgarije ·
Canada ·
Chili ·
China ·
Colombia ·
Costa Rica ·
Cyprus ·
Denemarken ·
Duitse Democratische Republiek ·
Duitsland ·
Ecuador ·
Egypte ·
Engeland ·
Estland ·
Faeröer ·
Finland ·
Georgië ·
Gibraltar ·
Griekenland ·
Honduras ·
Hongarije ·
Ierland ·
IJsland ·
Iran ·
Israël ·
Italië ·
Ivoorkust ·
Jamaica ·
Japan ·
Joegoslavië ·
Kameroen ·
Kazachstan ·
Koeweit ·
Kroatië ·
Letland ·
Litouwen ·
Luxemburg ·
Malta ·
Marokko ·
Mexico ·
Moldavië ·
Nederland ·
Nieuw-Zeeland ·
Nigeria ·
Noord-Ierland ·
Noorwegen ·
Oekraïne ·
Oostenrijk ·
Paraguay ·
Peru · 
Polen ·
Portugal ·
Roemenië ·
Rusland ·
Saoedi-Arabië ·
Schotland ·
Senegal ·
Servië ·
Slovenië ·
Slowakije ·
Sovjet-Unie ·
Spanje ·
Togo ·
Tsjechië ·
Tsjecho-Slowakije ·
Tunesië ·
Turkije ·
Uruguay ·
Verenigde Staten ·
Wales ·
Wit-Rusland ·
Zuid-Afrika ·
Zuid-Korea ·
Zweden ·
Zwitserland
Albanië (2016) ·
Argentinië (2018) ·
Argentinië (2022) ·
Australië (2018) · 
België (1904) · 
België (2018) · 
Brazilië (1998) · 
Brazilië (2006) · 
Denemarken (2002) · 
Denemarken (2018) ·
Duitsland (2014) · 
Duitsland (2021) · 
Ecuador (2014) · 
Engeland (1982) · 
Engeland (2012) · 
Engeland (2022) ·
Honduras (2014) · 
Hongarije (2021) · 
Italië (2000) · 
Italië (2006) · 
Italië (2008) · 
Japan (2001) · 
Kameroen (2003) · 
Koeweit (1982) · 
Kroatië (2018) · 
Marokko (2022) ·
Mexico (2010) · 
Nederland (2008) · 
Nigeria (2014) ·
Noord-Ierland (1982) · 
Oekraïne (2012) · 
Oostenrijk (1982) · 
Peru (2018) · 
Polen (1982) · 
Polen (2022) ·
Portugal (2006) · 
Portugal (2016) ·
Portugal (2021) ·
Roemenië (2008) ·
Roemenië (2016) ·
Senegal (2002) · 
Spanje (1984) ·
Spanje (2006) ·
Spanje (2012) ·
Spanje (2021) ·
Togo (2006) ·
Tsjecho-Slowakije (1982) ·
Uruguay (2002) ·
Uruguay (2010) ·
Uruguay (2018) ·
Zuid-Afrika (2010) ·
Zuid-Korea (2006) ·
Zweden (2012) ·
Zwitserland (2006) ·
Zwitserland (2014) ·
Zwitserland (2016) ·
Zwitserland (2021)
FLF · A-internationals · Bondscoaches · Statistieken · Luxemburgs vrouwenelftal · Luxemburg U21 · Luxemburg U19 · Luxemburg U18 · Luxemburg U17 · Luxemburg U16
1911 – 1919 ·
1920 – 1929 ·
1930 – 1939 ·
1940 – 1949 ·
1950 – 1959 ·
1960 – 1969 ·
1970 – 1979 ·
1980 – 1989 ·
1990 – 1999 ·
2000 – 2009 ·
2010 – 2019 ·
2020 − 2029
OS 1920 · 
OS 1924 · 
OS 1928 · 
OS 1936 · 
OS 1948 · 
OS 1952
1911 · 
1912 · 
1913 · 
1914 · 
1915 · 1916 · 1917 · 1918 · 1919 · 
1920 · 
1921 · 1922 · 1923 · 
1924 · 
1925 · 1926 · 
1927 · 
1928 · 
1929 · 1930 · 1931 · 1932 · 1933 · 
1934 · 
1935 · 
1936 · 
1937 · 
1938 · 
1939 · 
1940 · 
1941 · 1942 · 1943 · 1944 · 
1945 · 
1946 · 
1947 · 
1948 · 
1949 · 
1950 · 
1952 · 
1952 · 
1953 · 
1954 · 
1955 · 
1956 · 
1957 · 
1958 · 
1959 · 
1960 · 
1961 · 
1962 · 
1963 · 
1964 · 
1965 · 
1966 · 
1967 · 
1968 · 
1969 · 
1970 · 
1971 · 
1972 · 
1973 · 
1974 · 
1975 · 
1976 · 
1977 · 
1978 · 
1979 · 
1980 · 
1981 · 
1982 · 
1983 · 
1984 · 
1985 · 
1986 · 
1987 · 
1988 · 
1989 · 
1990 · 
1991 · 
1992 · 
1993 · 
1994 · 
1995 · 
1996 · 
1997 · 
1998 · 
1999 · 
2000 · 
2001 · 
2002 · 
2003 · 
2004 · 
2005 · 
2006 · 
2007 · 
2008 · 
2009 · 
2010 · 
2011 · 
2012 · 
2013 · 
2014 · 
2015 ·
2016 ·
2017 ·
2018 ·
2019 ·
2020 ·
2021
Afghanistan ·
Albanië ·
Algerije ·
Armenië ·
Azerbeidzjan ·
België ·
Bosnië en Herzegovina ·
Brazilië ·
Bulgarije ·
Canada ·
Cyprus ·
DDR ·
Denemarken ·
(West-)Duitsland ·
Egypte ·
Engeland ·
Estland ·
Faeröer ·
Finland ·
Frankrijk ·
Gambia ·
Georgië ·
Griekenland ·
Hongarije ·
Ierland ·
IJsland ·
Israël ·
Italië ·
Japan ·
Joegoslavië ·
Kaapverdië ·
Kameroen ·
Kazachstan ·
Letland ·
Liechtenstein ·
Litouwen ·
Madagaskar ·
Malta ·
Marokko ·
Mexico ·
Moldavië ·
Montenegro ·
Myanmar ·
Nederland ·
Nigeria ·
Noord-Ierland ·
Noord-Macedonië ·
Noorwegen ·
Oekraïne ·
Oostenrijk ·
Polen ·
Portugal ·
Qatar ·
Roemenië ·
Rusland ·
San Marino ·
Saoedi-Arabië ·
Schotland ·
Senegal ·
Servië ·
Servië en Montenegro ·
Slovenië ·
Slowakije ·
Sovjet-Unie ·
Spanje ·
Thailand ·
Togo ·
Tsjechië ·
Tsjecho-Slowakije ·
Turkije ·
Uruguay ·
Verenigde Staten ·
Wales ·
Wit-Rusland ·
Zuid-Korea ·
Zweden ·
Zwitserland